# Амбла
А́мбла (эст. Ambla), ранее А́мпель — посёлок в волости Ярва уезда Ярвамаа, Эстония.
До административной реформы местных самоуправлений Эстонии 2017 года входил в состав волости Амбла и был её административным центром.

## География и описание
Расположен в северной части Эстонии, в верхнем течении реки Амбла, рядом с шоссе Пярну—Раквере. Расстояние от посёлка до уездного центра — города Пайде — 37 километров, до волостного центра — посёлка Ярва-Яани — 17 километров. Высота над уровнем моря — 102 метра.
Климат умеренный. Официальный язык — эстонский. Почтовый индекс — 73502.

## Население
По данным переписи населения 2021 года, в Амбла насчитывалось 292 жителя, из них 274 (94,5 %) — эстонцы.
По состоянию на 1 января 2020 года в посёлке насчитывалось 328 жителей, из них 168 мужчин и 160 женщин; детей в возрасте до 14 лет включительно — 45, лиц пенсионного возраста (65 лет и старше) — 83.
По данным переписи населения 2011 года, в  посёлке проживали 299 человек, из них 284 (95,0 %) — эстонцы.
Численность населения посёлка Амбла по данным переписей населения:
| Год  | 1989 | 2000  | 2011  | 2021  |
| ---- | ---- | ----- | ----- | ----- |
| Чел. | 392  | ↘ 358 | ↘ 299 | ↘ 292 |

## История
В письменных источниках 1253 года упоминается Ampele ~ Ample, 1467 года — Ampel, 1711 года — Ampla, 1782 года — Ambla.
На военно-топографических картах Российской империи (1846–1863 годы), в состав которой входила Эстляндская губерния, населённый пункт обозначен как Ампель.
Амбла был приходом в Ярвамаа, который охватывал часть современных волостей Амбла, Ания и Кадрина и исторической волости Лехтсе. Приход был сформирован в первой половине 13-го столетия. Вокруг церкви располагались трактиры мыз  Лехц (нем. Lechts, эст. Lehtse), Тойс Поррик (нем. Tois und Porrick, эст. Pruuna), Курро (нем. Kurro, эст. Kuru) и Сонорм (нем. Sonorm, эст. Roosna), поблизости от которых стали возводить частные жилые дома. Так старинная деревня, находившаяся на перекрёстке дорог Таллин—Поркуни и Пайде—Раквере, в конце 19-го столетия стала центром прихода и посёлком ремесленников.
В 1922 году в посёлке насчитывалось 97 жилых домов, в 1933 году — 102. В это же время в посёлке с 500 жителями работали 7 небольших магазинов и столько же малых предприятий, где занимались крашением тканей, валянием, чесанием шерсти, дублением кожи, мукомольным производством, изготовлением железо-скобяных изделий и порошкового молока.
В 1945–1979 годах Амбла имел статус посёлка городского типа.
В советское время Амбла являлся сельсоветом Пайдеского района, площадь которого составляла 159 км2 и число жителей — 2017 человек.

## Инфраструктура
В посёлке есть основная школа–детсад (в 2002/2003 учебном году — 105 учеников, в 2009/2010 учебном году — 58 учеников), культурный центр, библиотека, молодёжный центр, евангелическая лютеранская церковь, продуктовый магазин. Школа была основана в 1874 году как церковно-приходская, в 1950–1985 годах была средней школой.

## Памятники культуры
- Церковь Святой Девы Марии

Старейшая церковь Ярвамаа. Трёхнефная церковь в характерном для региона стиле средневековой архитектуры. Была построена примерно в 1250-х годах Ливонским орденом в самых северных владениях ордена в непосредственной близости от административного района Дании. Сводчатый северный притвор был построен вероятно в начале 14-го столетия. Высокая башня церкви (высота 49,5 метра, построена в 1857 году) являлась хорошим дорожным ориентиром. Алтарная картина “Amplae Mariae” была украдена из церкви 8 июня 1995 года и найдена два года спустя. Ограда и часовня церковного сада также внесены в Государственный регистр памятников культуры Эстонии.
- Главное здание пастората Амбла

Большой одноэтажный деревянный дом с высокой двускатной крышей. Церковная мыза Амбла была основана в 1516 году, главное здание пастората построено в 1877 году, национализировано в 1950 году, в 1982 году возвращено церковному приходу. Приходу был также возвращён построенный в 1849 году дом кистера.
- Памятник Освободительной войне

Cкульптор Антон Старкопф. Первоначально установлен в церковном саду в 1925 году, взорван в 1949 году, восстановлен в 1990 году. Авторы восстановленного монумента — внук Антона Старкопфа скульптор Ханнес Старкопф и архитектор Аллан Мурдмаа.
- Волостной дом

Одноэтажный оштукатуренный каменный дом с чердачными комнатами и двускатной крышей. Общественное здание, построенное в 1893 году, сыграло важную роль в социально-экономической жизни региона.
- Надгробный памятник «Ребёнок с маками»

Автор — Амандус Адамсон. Установлен на могиле 4-летнего мальчика (1917—1922).
- Братская могила павших во Второй мировой войне —  исторический памятник с 1997 до 2022 года[24]. Согласно опубликованному 30 ноября 2022 года решению рабочей группы по советским памятникам при Госканцелярии Эстонии памятник на могиле был признан «красным монументом» и подлежал замене на нейтральный[25]. Демонтирован в марте 2023 года[26] (см. Список советских военных памятников Эстонии).

## Галерея

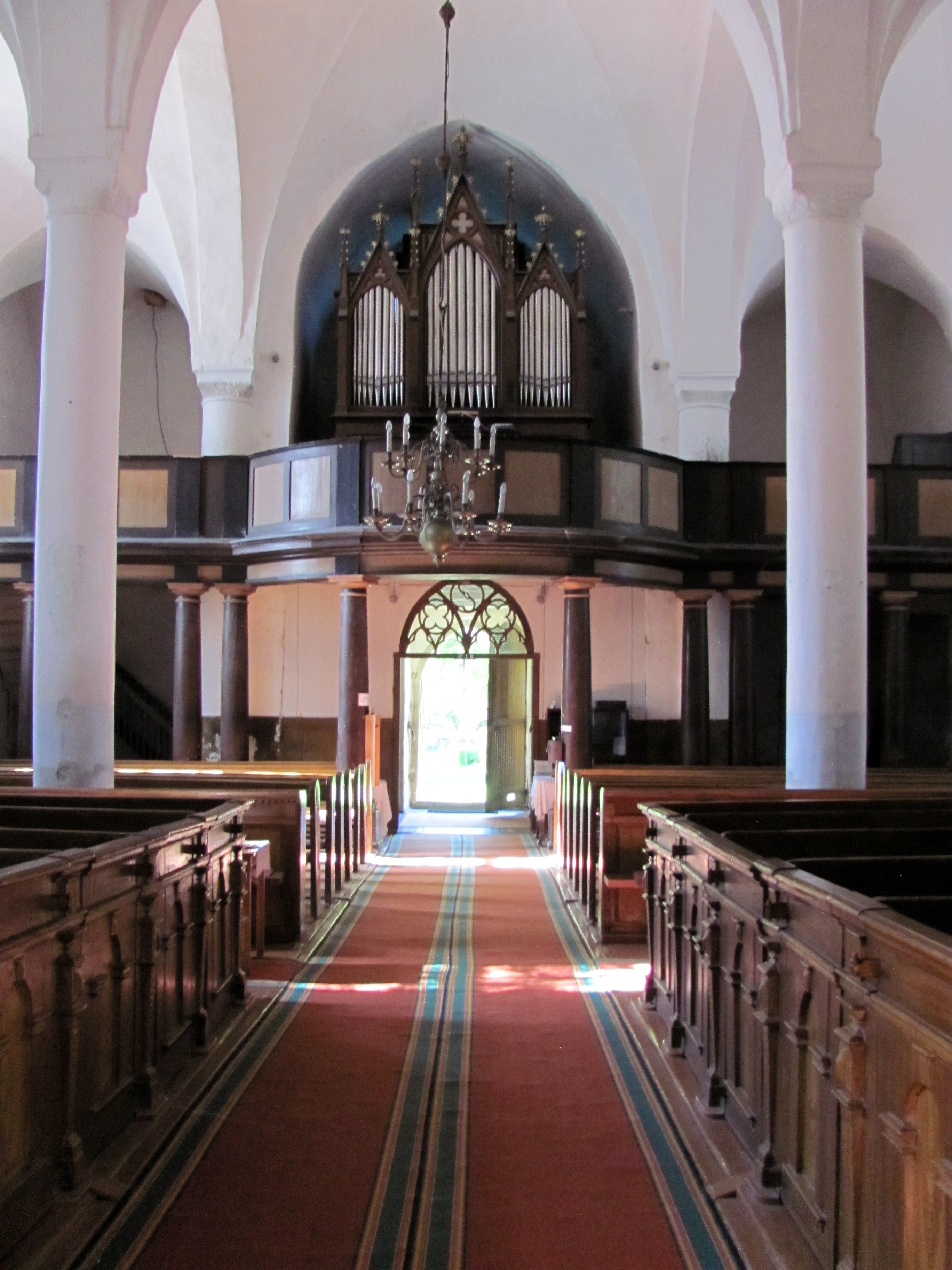
Интерьер церкви святой Марии в Амбла
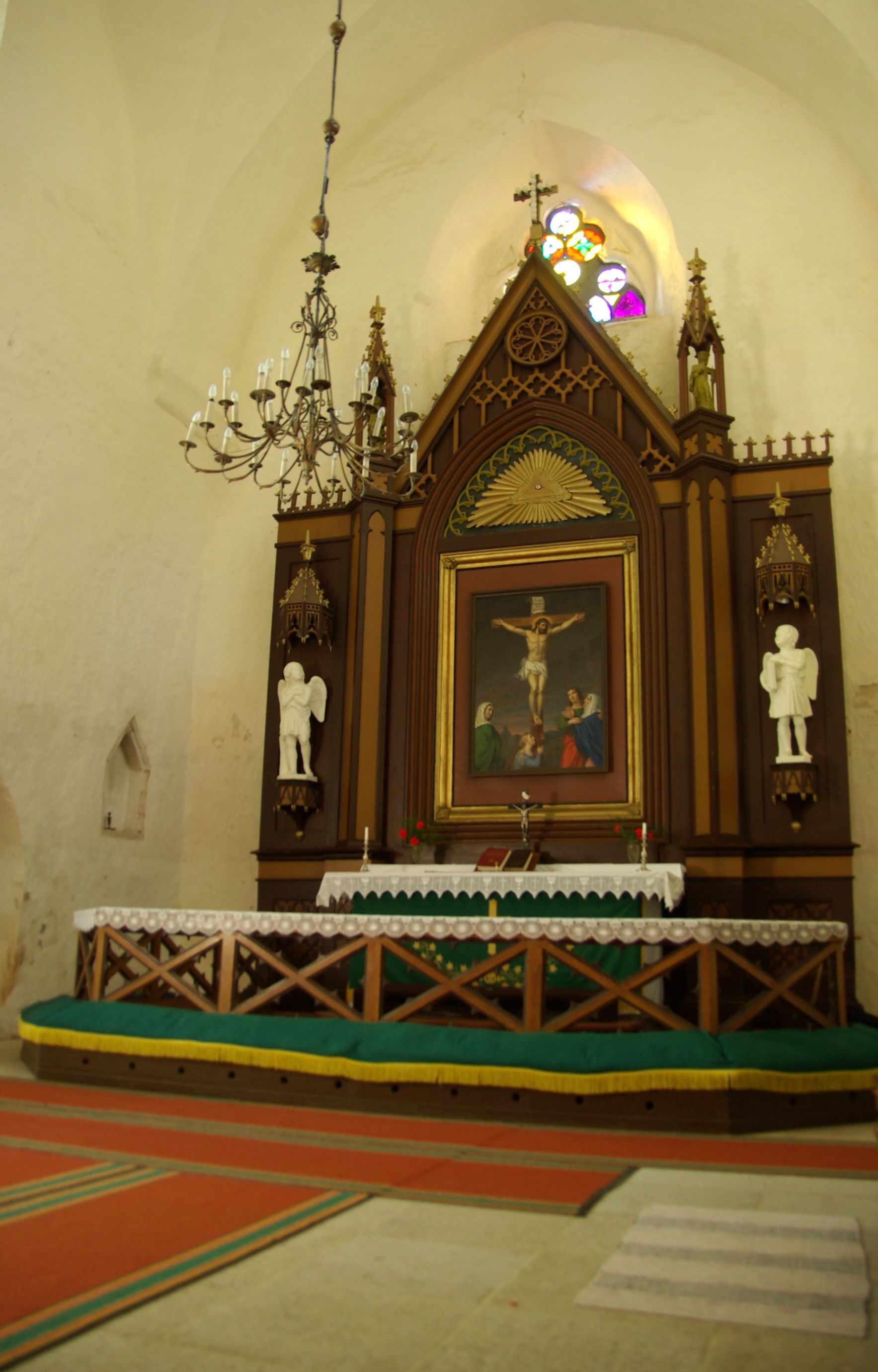
Алтарь церкви святой Марии
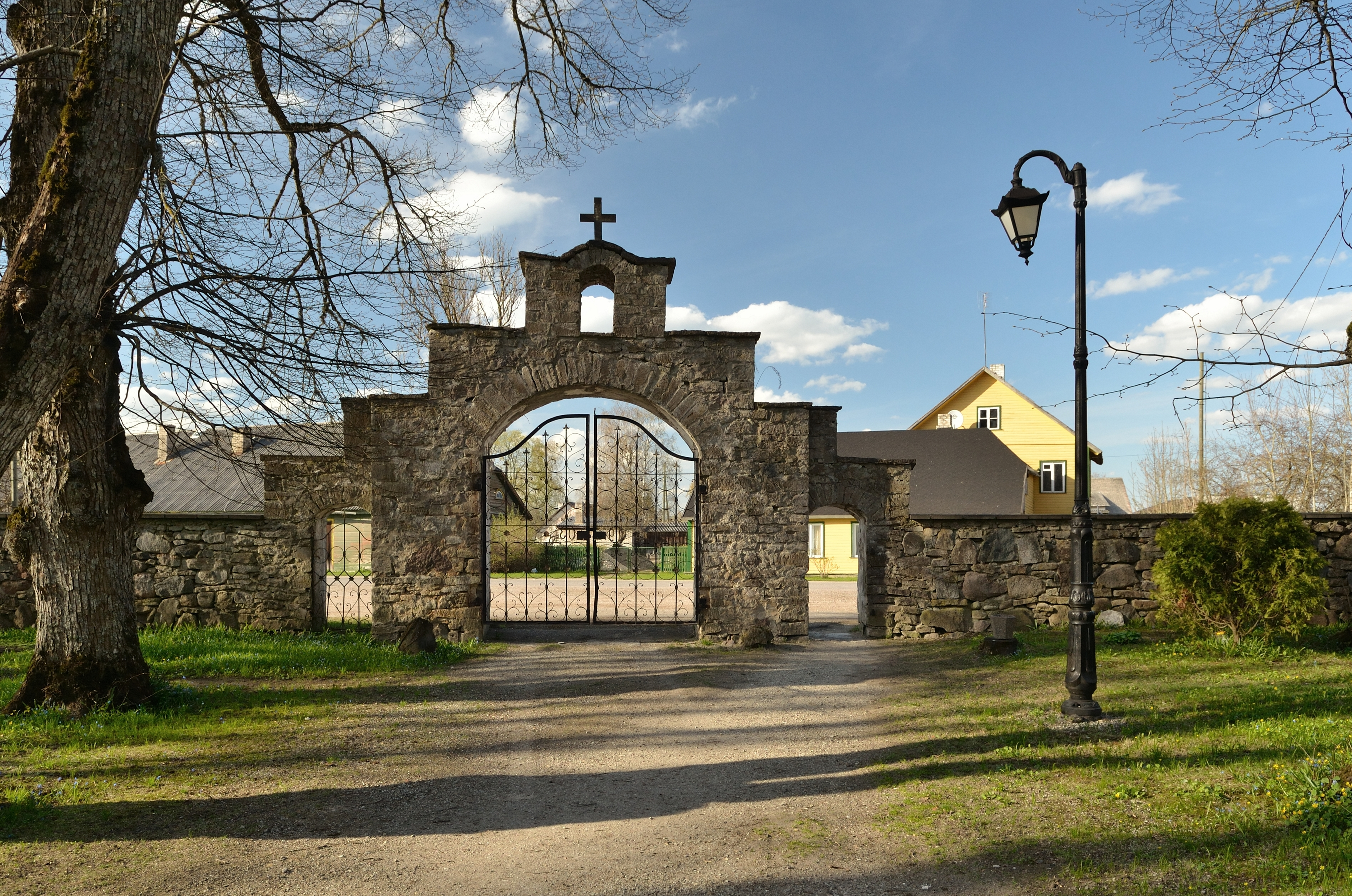
Ограда церковного сада
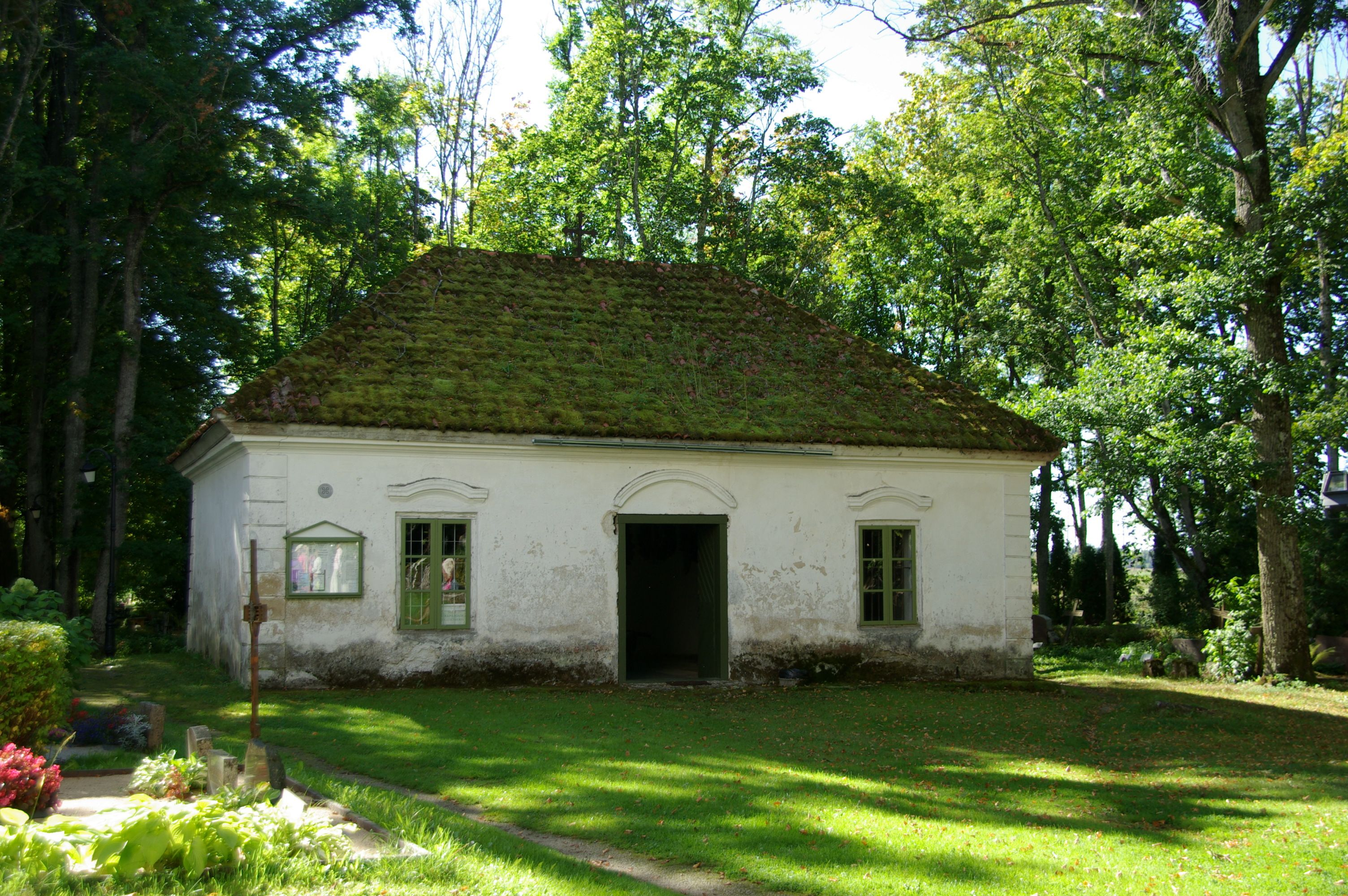
Часовня церковного сада
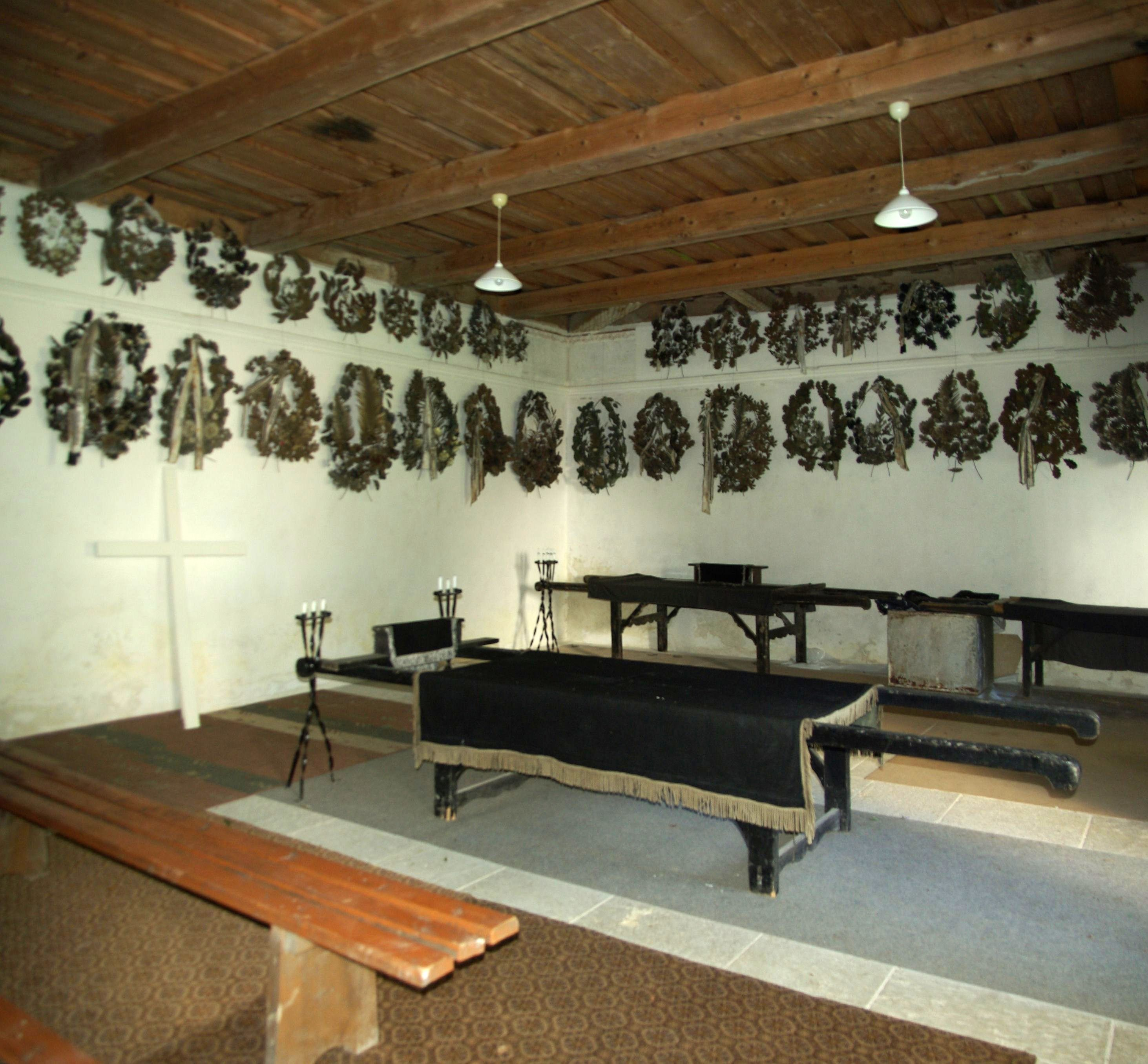
Интерьер часовни
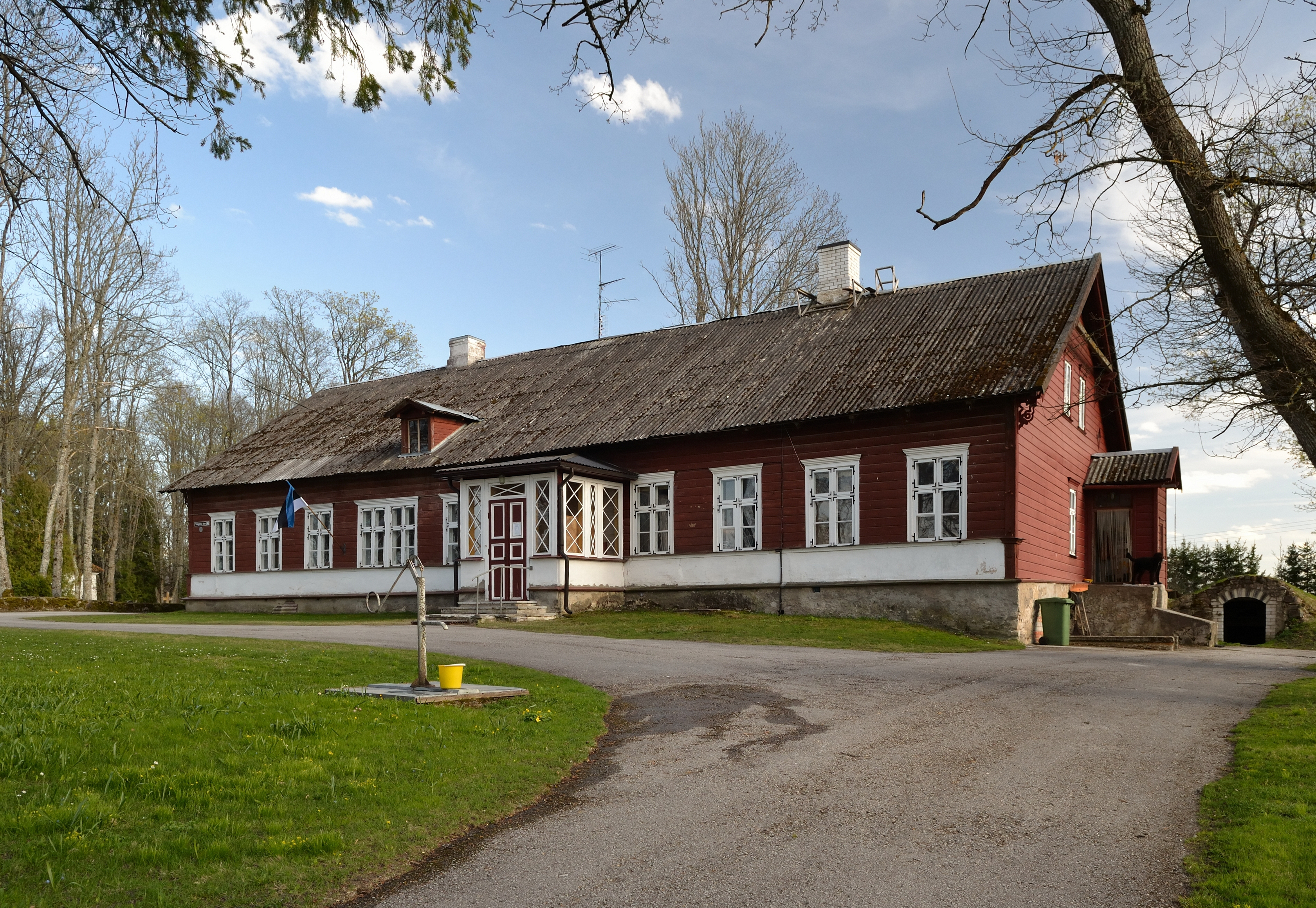
Главное здание пастората Амбла
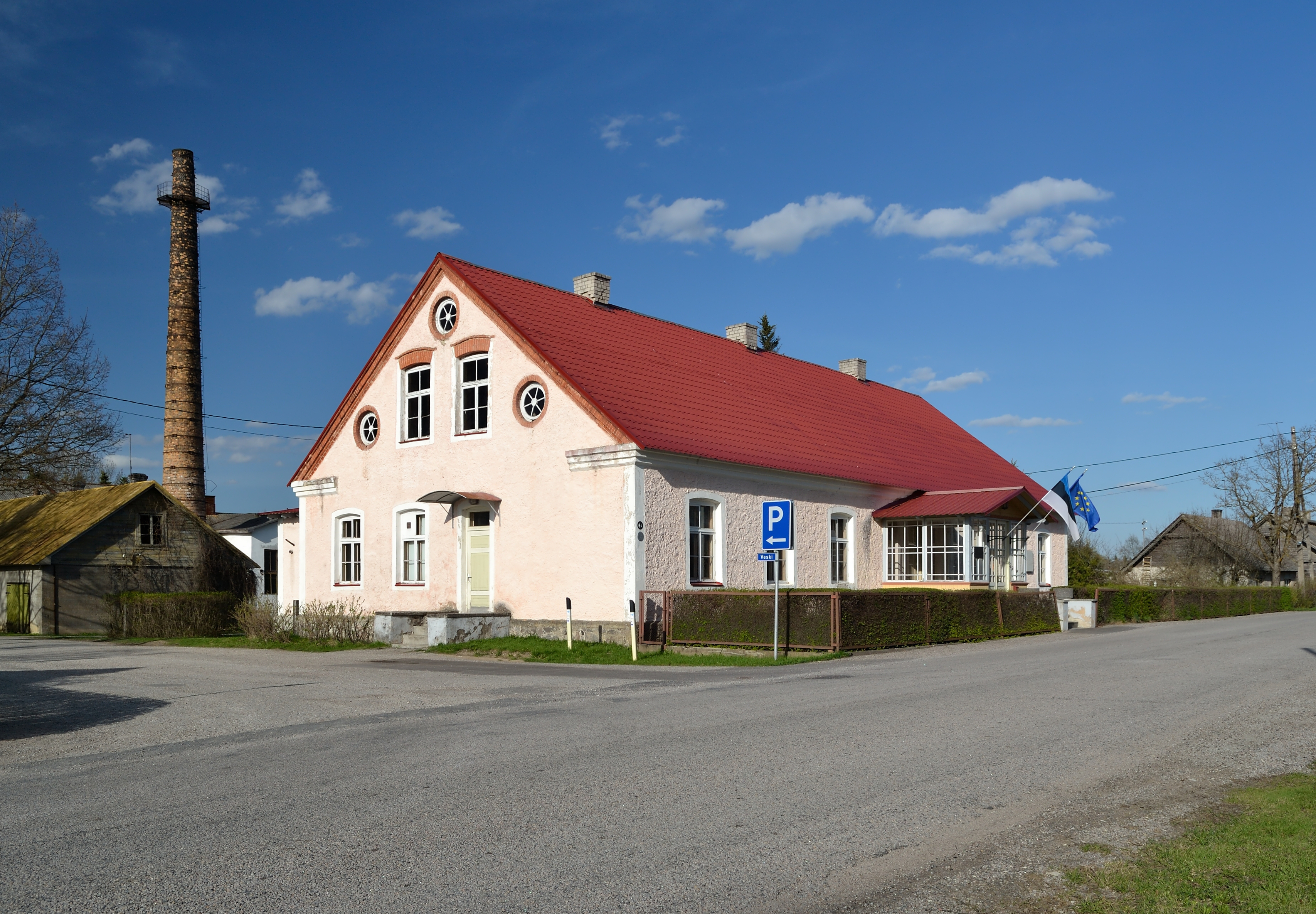
Волостной дом Амбла
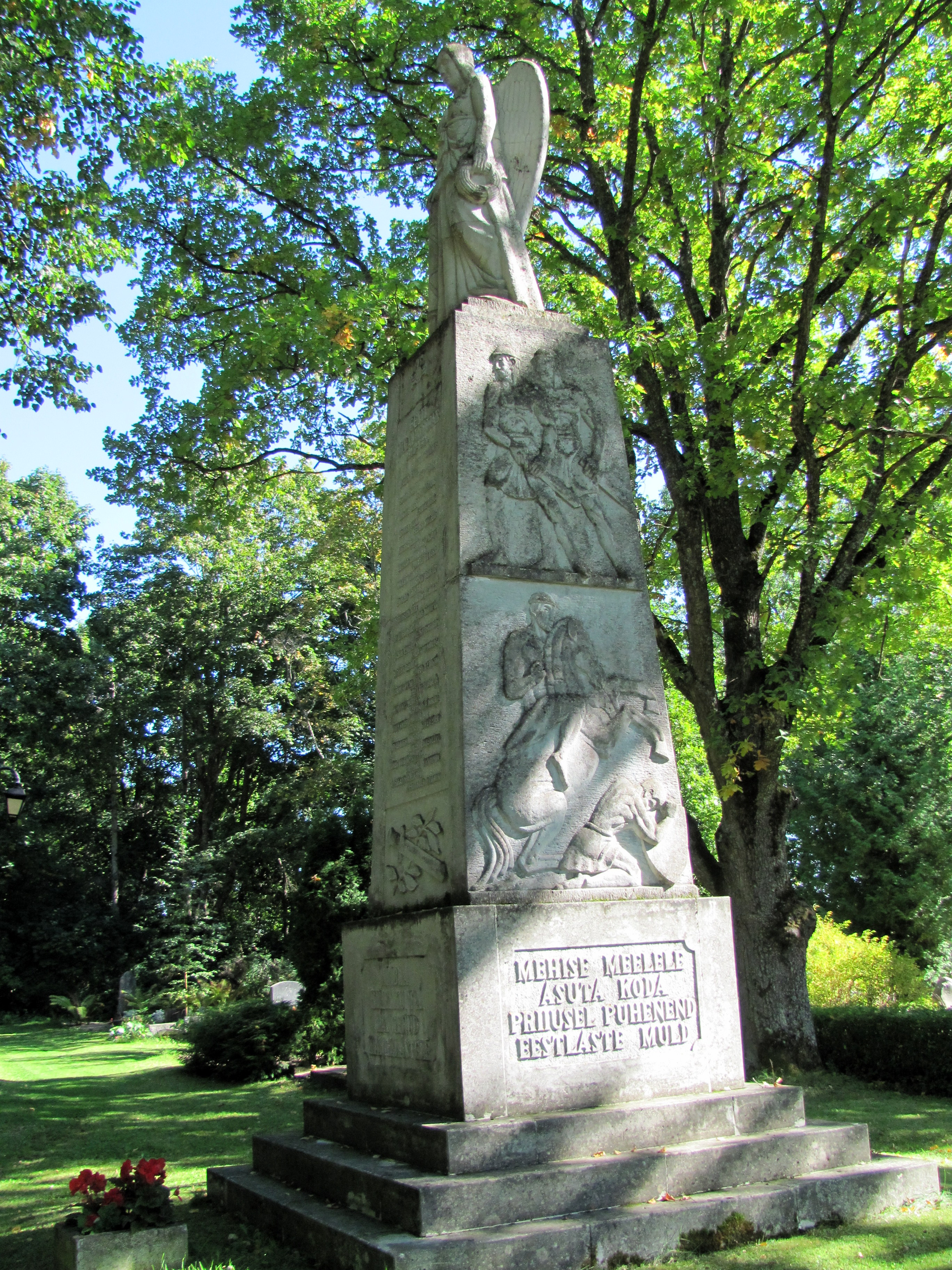
Памятник Освободительной войне (Антон Старкопф)
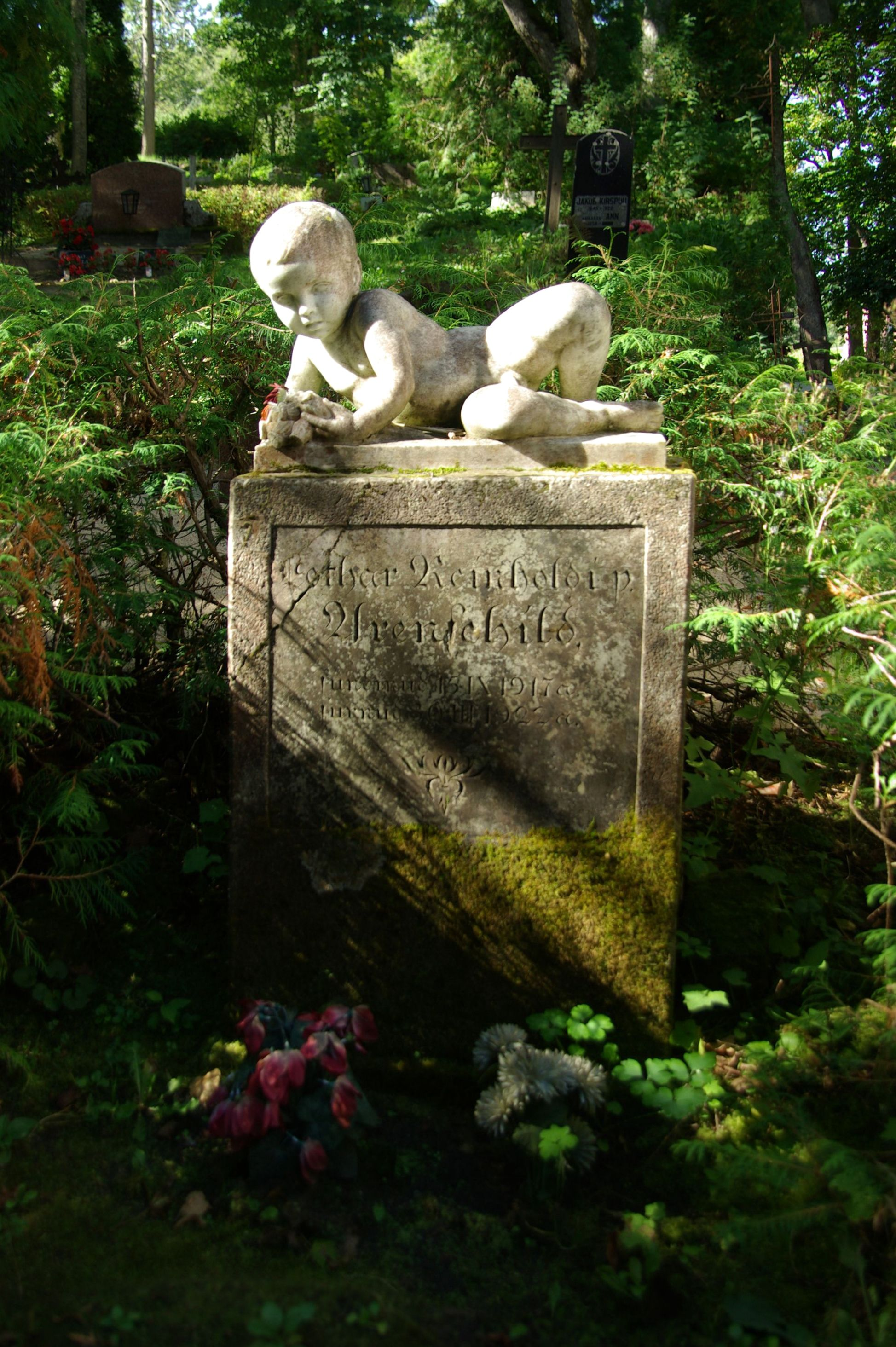
«Ребёнок с маками» (Амандус Адамсон)
Советский памятник на братской могиле павших во Второй мировой войне, 2016 год (демонтирован в 2023 году)

## Известные личности
На кладбище Амбла похоронены географ Якоб Кентс, орнитолог и фенолог Фридрих фон Гойнинген-Гюне.

## Происхождение топонима
Название Амбла часто ассоциируется с латинским словом ′amplus′ (женская форма ′ampa′) — ′обширный, широкий, просторный, большой, важный, неотразимый, великолепный′, при этом название церкви Amplae Mariae трактуется как Великая (величественная) Мария. Однако это, вероятно, неоправданно. Эстонский историк Энн Тарвель считает, что существование топонима уже в 1253 году в виде Ampele ~ Ample говорит в пользу его эстонского происхождения. Кроме того, другие географические названия, упомянутые в том же документе, также эстоноязычные (кроме Weysenberg (Вейзенберг)).
Финский языковед Лаури Кеттунен обращает своё внимание на топоним Ampula и объясняет его происхождение от слова ′amb′ : ′ammu′ (′давно′) или от личного имени Ambo(i).

## Комментарии
1. ↑  Эстонские топонимы, оканчивающиеся на -а, не склоняются и не имеют женского рода (исключение — Нарва)[6].